# Enota deželne decentralizacije Pordenone
Enota deželne decentralizacije Pordenone (italijansko Ente di decentramento regionale di Pordenone) je od 1. julija 2020 ena izmed štirih upravno-ozemeljskih enot italijanske dežele Furlanije - Julijske krajine. Na severu in vzhodu meji na enoto deželne decentralizacije Videm, na jugu in zahodu pa na deželo Benečijo.
V mejah današnje enote je v letih od 1968 do 2017 obstajala pokrajina Pordenone (imenovana tudi Pordenonska pokrajina, italijansko Provincia di Pordenone, furlansko Provincie di Pordenon), ki je bila ukinjena z deželnim zakonom Furlanije - Julijske krajine št. 20 z dne 9. decembra 2016. Pokrajina še vedno obstaja kot upravna enota državnih organov na območju in jo državni statistični inštitut pozna kot »nadobčinsko ozemeljsko enoto brez upravne funkcije«.

## Večje občine
Glavno mesto je Pordenone (preko 50.000 prebivalcev, urbana aglomeracija skupaj s Cordenonsom okoli 70.000), ostale večje občine so (podatki 31.07.2006):
| Občinska središča       | Prebivalcev |
| ----------------------- | ----------- |
| Pordenone               | 51.028      |
| Sacile                  | 19.624      |
| Cordenons               | 18.104      |
| Porcia                  | 14.664      |
| Azzano Decimo           | 14.306      |
| San Vito al Tagliamento | 14.132      |
| Spilimbergo             | 11.720      |
| Maniago                 | 11.582      |
| Fiume Veneto            | 10.831      |
| Fontanafredda           | 10.531      |

## Naravne znamenitosti
Zaščitena območja:
- Deželni park Julijskih Predalp (Parco naturale delle Prealpi Giulie)
- Naravni rezervat Prescudin (Riserva naturale Prescudin)
- Naravni rezervat soteske reke Cellina (Riserva naturale Forra del Cellina)

## Zgodovinske zanimivosti
Pordenone je postal samostojna pokrajina leta 1968 z odcepitvijo od pokrajine Videm. Takrat so bile avtomobilske registrske tablice še ločene po pokrajinah in novi pokrajini je pripadala kratica PO. Toda pred uradno določitvijo je občinska uprava mesta Prato (Toskana) poslala predstavnika v Pordenone, da osebno zaprosi odstop te kratice Pratu. Vse ostale črke imena Prato so bile namreč že zasedene (PR Parma, PA Palermo, PT Pistoia). Tako je Pordenone odstopilo kratico PO Pratu in prevzelo za svoje registre kratico PN.